# NSS-7
O NSS-7 é um satélite de comunicação geoestacionário construído pela Lockheed Martin. O mesmo é de propriedade da SES World Skies, divisão da SES. O satélite foi baseado na plataforma A2100AXS e sua expectativa de vida útil é de 14 anos. Ele esteve inicialmente localizado na posição orbital em 22 graus de longitude oeste sobre o Oceano Atlântico, oferecendo cobertura a toda a África. Em maio de 2012 ele foi deslocado para a posição de 20 graus oeste para assumir as funções do NSS-5.

## Lançamento
O satélite foi lançado com sucesso ao espaço no dia 16 de abril de 2002, por meio de um veículo Ariane-44L H10-3 a partir do Centro Espacial de Kourou, na Guiana Francesa. Ele tinha uma massa de lançamento de 4.692 kg.

## Capacidade
O NSS-7 é equipado com 36 transponders em banda C e 36 em banda Ku, que fornecem radiodifusão, e serviços de negócios para a Europa, América do Sul e África.